# Фасян
Фасян-[цзун] (кит. трад. 法相宗, пиньинь fǎxiàngzōng, — «школа свойств дхарм»), или вэйши-цзун — 唯識宗 (кит. трад. 唯識宗, пиньинь wéishízōng, — «школа только сознания»), — китайская буддийская школа йогачары, основана в 645 г. Сюаньцзаном (кит. 玄奘) после путешествия в Индию.
Следуя традиции йогачаров, школа отрицала реальность феноменального мира, рассматривала последний лишь как порождение индивидуального сознания. К абсолюту приравнивался наивысший уровень сознания — алая-виджняна, то есть «сознание-хранилище», в котором пребывают «семена» всех представлений и идей.
В результате деятельности его школы переводов на Дальнем Востоке была основана буддийская школа, которая распространилась под тем же названием VII в. в Корее (кор. 법상종 попсан-джон) и в VII-VIII вв. в Японии  (в японском произношении хоссо-сю). Хотя школа фасян существовала недолго, её взгляды о сознании, ощущениях, карме, реинкарнации были потом переняты многими поздними школами.
Первым патриархом школы фасян стал наиболее выдающийся ученик Сюаньцзана Куйцзи (кит. 窺基, 632—682).